# Lavardin (Sarthe)
Lavardin é uma comuna francesa na região administrativa do País do Loire, no departamento de Sarthe. Estende-se por uma área de 8 km². Em 2010 a comuna tinha 737 habitantes (densidade: 92,1 hab./km²).